# Estación central de Zúrich
La estación central de Zúrich (en alemán: Zürich Hauptbahnhof, conocida también con la abreviatura Zürich HB, y hasta 1893 llamada Bahnhof Zürich) es la principal estación de ferrocarril de la ciudad suiza de Zúrich. La estación es la más grande de Suiza y es un punto de enlace para trenes tanto nacionales como provenientes de los países fronterizos a Suiza (Alemania, Italia, Francia y Austria). Con sus más de 2900 circulaciones diarias, es una de las estaciones de tren más ocupadas del mundo. Al haber sido la estación final de la primera línea ferroviaria de Suiza, el Spanisch-Brötli-Bahn, es una de las estaciones suizas más antiguas, aunque se han ido acometiendo diversas reformas para modernizarla e incrementar su capacidad.
El edificio de la estación se halla en el Distrito 1 de Zúrich, en Altstadt Zürich, poco antes de la confluencia del río Sihl con el Limmat y en frente del Museo Nacional de Suiza. Las instalaciones se extienden on una longitud de 4 km en dirección oeste.

## Historia

### Construcción y modernización

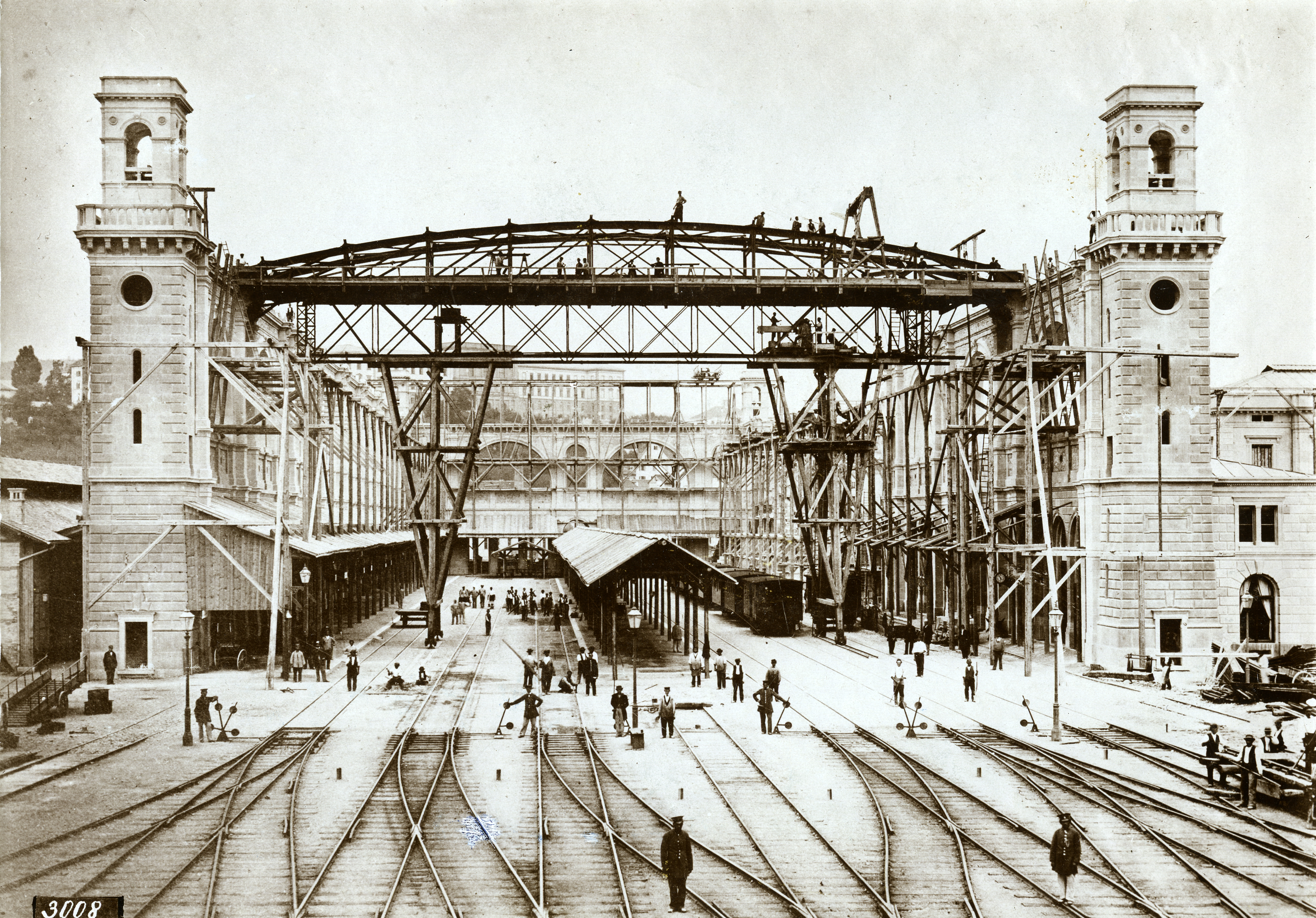
Construcción del vestíbulo de la estación, 1870.

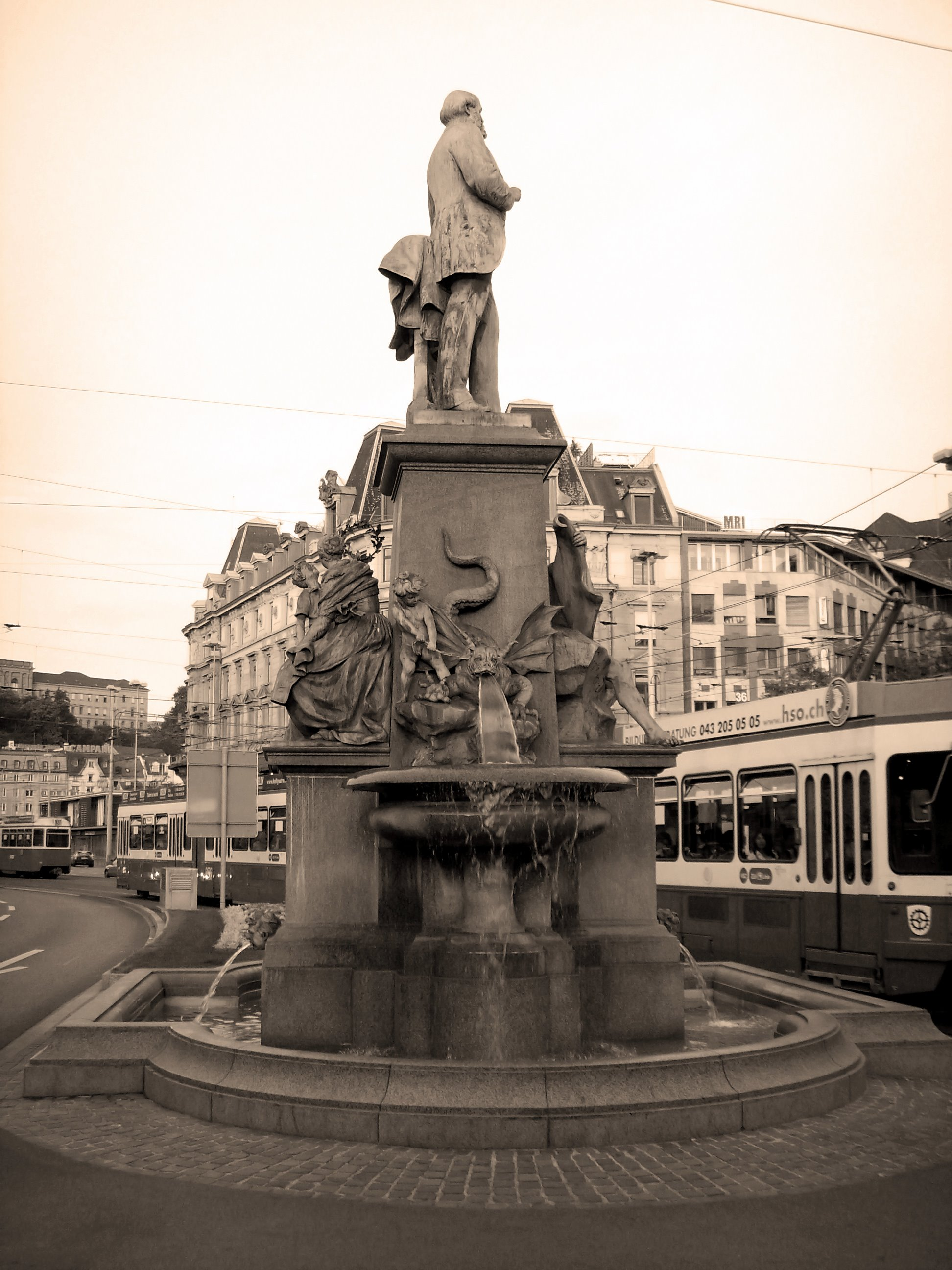
Monumento a Alfred Escher.

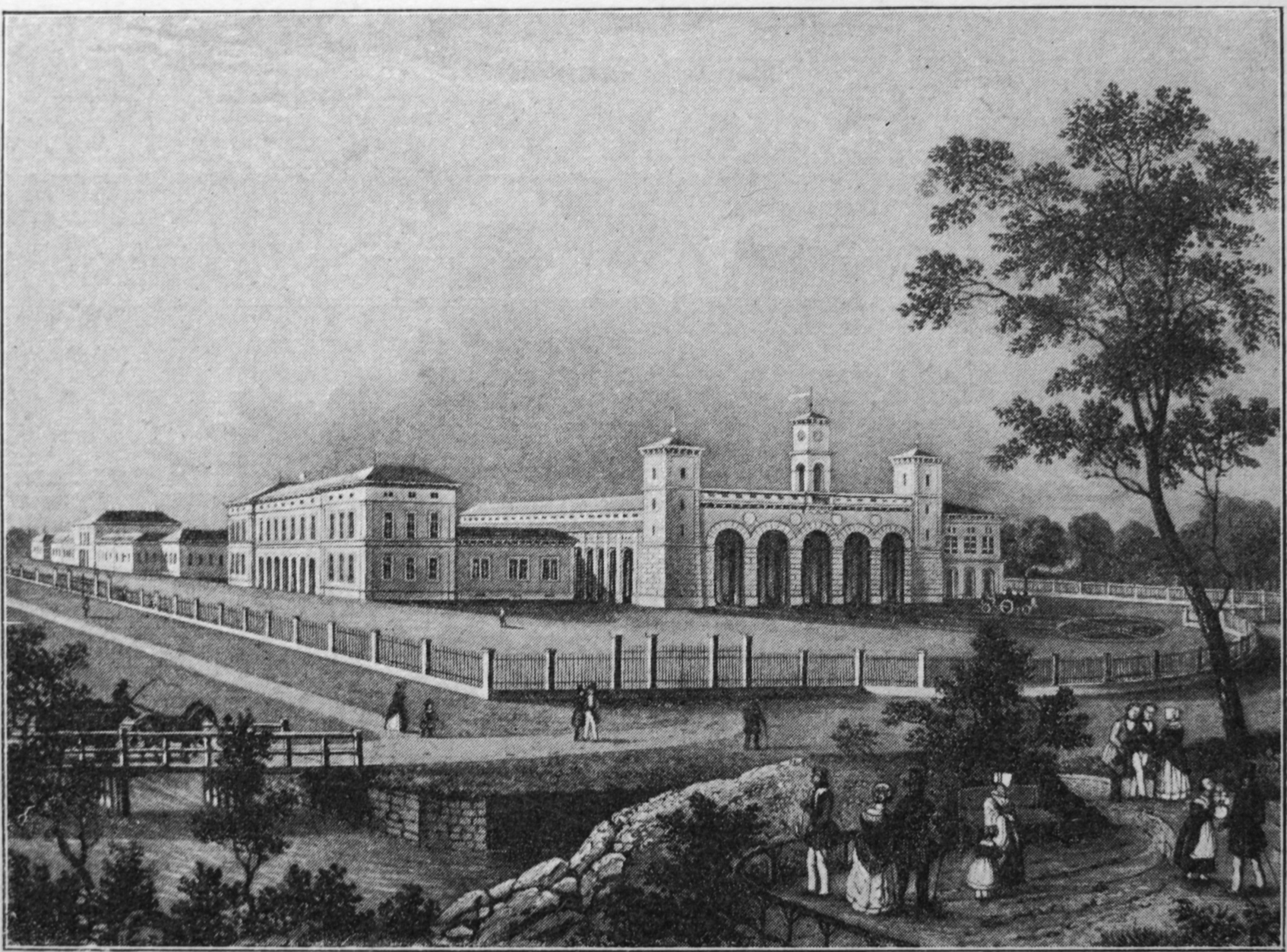
La primera estación de Gustav Albert Wegmann.

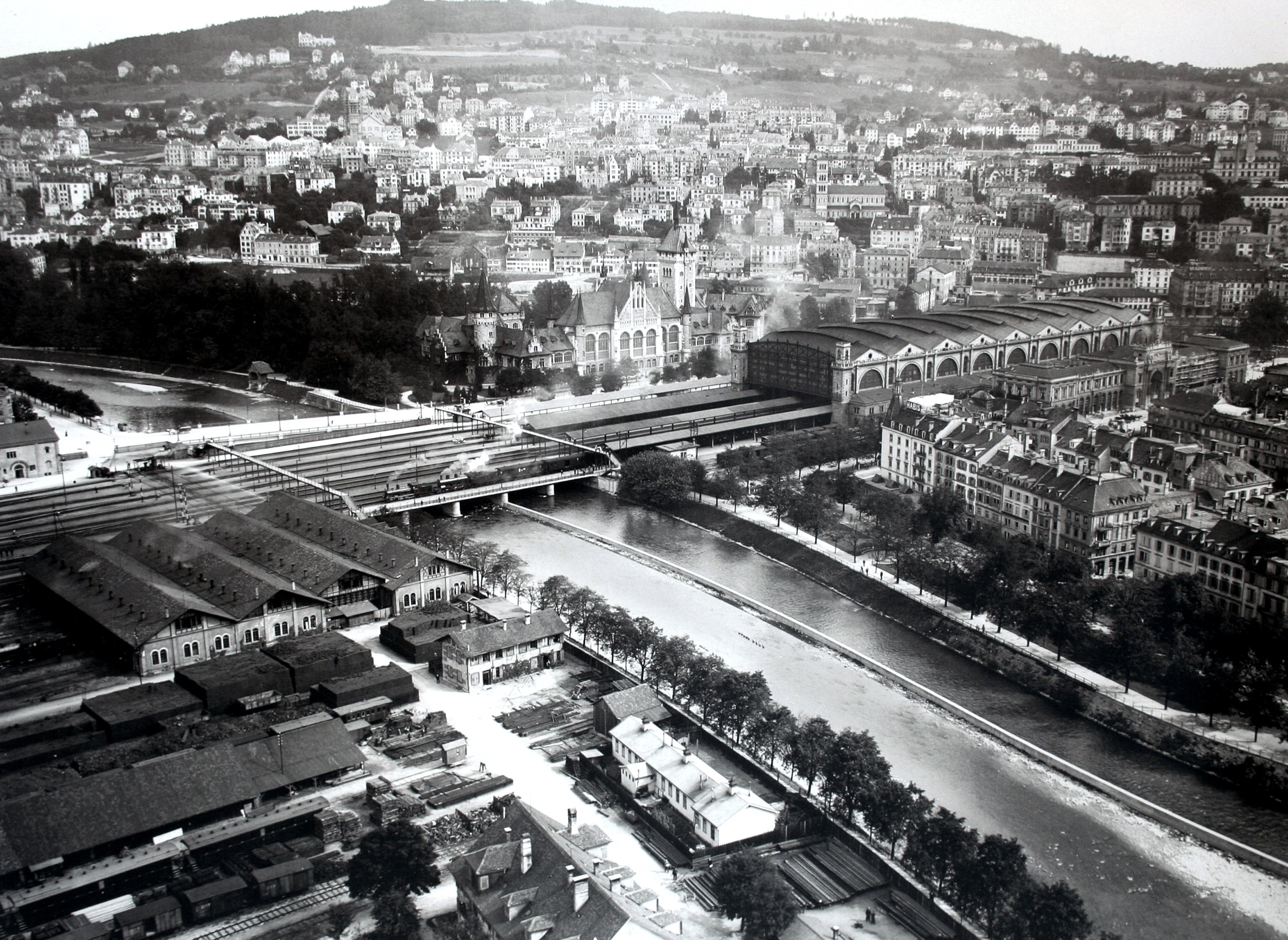
La estación, tomada por Eduard Spelterini, 1907.

Gustav Albert Wegmann construyó la estación Bahnhof Zürich, en el margen noroeste de la ciudad de aquel entonces, como estación final del Spanisch-Brötli-Bahn, trayecto ferroviario que fue inaugurado el 9 de agosto de 1847. Cinco años después, existía un tramo directo entre Lausana pasando por Soleura. En 1871 estrenó la estación una nueva construcción, diseñada por el arquitecto Jakob Friedrich Wanner, destinada a satisfacer la creciente demanda de tránsito. Su entrada principal era un arco de triunfo para lo que en aquel entonces era el final de la calle Bahnhofstrasse. Al frente se levanta el monumento al pionero de los trenes, Alfred Escher. En esta magnífica construcción neorrenacentista de arenisca, con pasos peatonales ricos en decoración y tragaluces, restaurantes y salones, se encuentra la administración del Ferrocarril Suizo del Noreste (Schweizerische Nordostbahn). Originalmente contaba con seis andenes. Sus pasillos de piedra con arcos y ventanas caracterizaban la impresión sencilla y monumental del espacio interior de la estación.
En el marco de la incorporación del suburbio de Zúrich, Bahnhof Zürich (Estación Zúrich) recibió en 1893 el nombre actual Zürich Hauptbahnhof (estación principal o central de Zúrich). En 1902, el mismo año que la SBB se hizo cargo de las líneas centrales y nororientales, los andenes volvieron a la altura de la calle Bahnhofstrasse. La razón de esto era la falta de espacio en el interior de la edificación. Al norte del edificio se agregaron cuatro plataformas más y una sección norte con restaurante y una oficina postal.

### Shopville y S-Bahn
El 1 de octubre de 1970 se finalizaron los trabajos de construcción de la plaza de la estación y los pasillos subterráneos para peatones, denominados Shopville. Con la inauguración de la plaza como zona libre para peatones, Shopville se convirtió en la única entrada a la estación. Contrariamente a lo esperado, Shopville no provocó un cambio de mentalidad en la población; el rechazo contra la construcción de un Metro en la ciudad se tornó aún mayor para la votación del año 1973. Para los años 80, Shopville degeneró, debido a su cercanía con el Centro Juvenil Autónomo de Zúrich (Autonomen Jugendzentrum Zürich), en un área de tráfico de drogas. La situación llegó a tal extremo, que los usuarios de la estación solamente utilizaban las paradas de los trenes. La solución a este problema vino el 29 de noviembre de 1981, cuando el pueblo aprobó la construcción del S-Bahn Zürich, así como la prolongación del trayecto Sihltal Zürich Uetliberg Bahn hacia la estación.

Túnel de Hirschgraben, entre la estación de Zúrich y Stadelhofen.

Para la realización del S-Bahn, se construyó el túnel Hirschgrabentunnel desde la estación principal de Zúrich hasta la estación Zürich Stadelhofen. Este nuevo tramo continuaba a través del túnel Zürichbergtunnel hasta Stettbach, con una extensión adicional hacia las líneas ya existentes que comunicaban con Dietlikon y con Dübendorf. Así, se formaron en la estación de Zúrich dos estaciones subterráneas. Para la S-Bahn se construyó una estación, proyecto que fue denominado Museumstrasse. La prolongación del Sihltal Zürich Uetliberg Bahn conducía hasta la estación SZU-Bahnhof, la cual fue pensada como parte del Metro que nunca se realizó. El S-Bahn se inauguró el 27 de mayo de 1990.
Desde 1990, pasillos peatonales unen las estaciones subterráneas Museumstrasse y SZU-Bahnof con la plaza principal de la estación de Zúrich. Muros de mármol de rayas negras y blancas y un piso de granito forman la principal decoración de Shopville, hoy día uno de los centros de compras más importantes de Zúrich.

#### Bahnhof Löwenstrasse

El túnel de Weinberg, entre la estación de Zúrich y Zürich Oerlikon.

Tanto en la planeación del S-Bahn como en el plan de tránsito Bahn 2000 existía la idea de construir un túnel, el Weinbergtunnel, que conectara la estación de Zúrich con Oerlikon. La idea fue inicialmente desestimada, pero se retomó en vista del éxito del S-Bahn. El 22 de diciembre de 2006, la Oficina Federal de Transporte autorizó la construcción del túnel y de una tercera estación subterránea de cuatro plataformas, denominada Bahnhof Löwenstrasse. En septiembre de 2007 se iniciaron las obras. Esta línea va desde la estación de Altstetten, cruza el campo de plataformas frente a la estación principal sobre un puente y finaliza en la estación subterránea Bahnhof Löwenstrasse.
El acceso a la estación pasa sobre el eje de cambio Passage Sihlquai, actualmente en construcción, así como por un nuevo pasaje llamado Gessnerallee. Una primera parte del vestíbulo de la estación fue inaugurada a finales de 2007, y la segunda parte se concluyó en noviembre de 2008. El Cantón de Zúrich financia el proyecto por un monto de 57 millones de francos suizos. El Gessnerallee debe agregar al menos 1700 m² al complejo ferroviario. Con una longitud de 5 km, el túnel Löwenbergtunnel cruza toda la ciudad de Zúrich e ingresa en la estación de ferrocarril de Oerlikon.

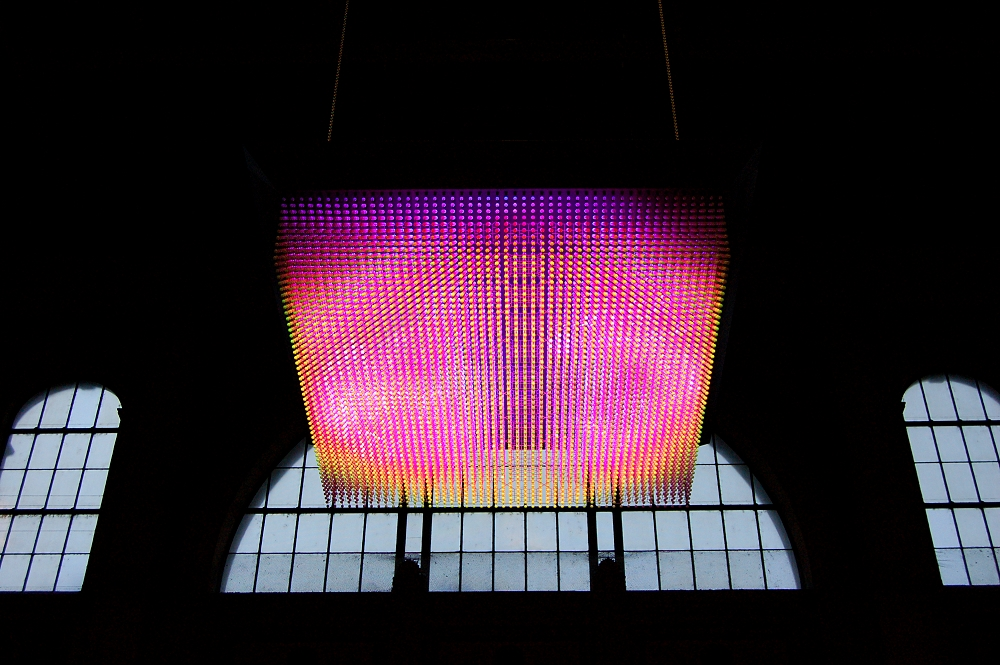
El juego de luces NOVA.

El 12 de septiembre de 2006, la universidad técnica ETH instaló en la estación el NOVA para celebrar su 150° aniversario. El NOVA es una pantalla bivalente y tridimensional, que posee 25.000 emisores de luz independientes. Esta despliega diversos juegos de luces y puede además mostrar video. Estará colgada en la estación hasta el año 2009. En el 2007, la SBB-CFF-FFS y la Deutsche Bahn formalizaron una relación entre la estación de trenes de Zúrich y la estación de trenes de Berlín. Mediante este convenio, ambas empresas se comparten conocimientos y técnicas para mejorar el servicio y las instalaciones en ambas estaciones ferroviarias.

## Andenes
La estación de Zúrich puede dividirse en tres partes: el vestíbulo de andenes a nivel del suelo, la estación frontal de Sihlpost y las vías subterráneas S-Bahhof Museumstrasse y Bahnhof SZU. La curiosa numeración de las plataformas de la estación tiene razones tanto históricas como técnicas: los andenes 1 y 2 fueron suprimidos en 1933 y se volvieron a colocar con la construcción del ferrocarril SZU. Los andenes 25 hasta 50 se utilizarán como de desconexión o remoción. Los andenes 51 a 54 sirven para designar a la estación de Sihlpost y que pueden ser también usados para designar andenes provisionales.
En el planeamiento se cuenta también con la estación Löwenstrasse como una estación de cruce subterránea.

### Vestíbulo de andenes 3-18
Como estación terminal o de fin de línea (es decir, en que los trenes entran por las mismas líneas por las que tienen que salir), la estación de Zúrich tuvo siempre muchos problemas de congestión. Por lo tanto, desde 1902 no transitan los trenes por el vestíbulo original de la estación, sino que lo hacen por el otro vestíbulo anticipado para esto, el Querhalle. En este lugar, las instalaciones cuentan con 16 andenes (desde 1990: andenes 3-18), que sirven para el despacho de los trenes regionales de Suiza y casi todos los trenes internacionales, como el EuroCity, Cisalpino (ETR 600 y FS ETR470), el TGV, InterCityExpress y el CityNightLine. 
A pesar de los frecuentes congestionamientos, en los años 60 se eliminó la responsabilidad de la Dirección de Construcción de la SBB (SBB-Baudirektion (Kreis III)) de la planificación de estaciones subterráneas. Por lo tanto, siguieron decenios de remodelaciones costosas, que sólo en ocasiones brindaban soluciones efectivas a los problemas.
En el marco del proyecto Bahn 2000, se exigió después de 2005, entre otras cosas, que los andenes 3-9 fueran prolongados hasta 420 m.

### Estación Museumstrasse (andenes 21-24)
Con la llegada en 1990 de la estación Museumstrasse, se incorporó la primera estación de cruce en la estación de Zúrich. El nombre Museumstrasse se utilizó para el proyecto de construcción, pero operativamente se denomina Zürich HB. La estación se encuentra subterránea en la parte norte, contigua al Museo Nacional Suizo y debajo de la calle Museumstrasse y conforma, con sus cuatro andenes (21-24), el punto de encuentro del S-Bahn-Verkehr de la Red de Transporte Público de Zúrich (Zürcher Verkehrsverbund). El trayecto pasa por el Hirschengrabentunnel por debajo del río Limmat y de Altstadt hacia la estación Stadelhofen, donde continúan las prolongaciones hacia el Rechtsufrige Seebahn (trayecto ferroviario que comunica Zúrich con Meilen y Rapperswil), Zürcher Oberland y hacia Winterthur. Junto al S-Bahn, desde 1999 parte también desde la estación Museumstrasse ocasionalmente el tren Gäubahn-ICE hacia Stuttgart.
Los trenes que parten desde la estación Museumstrasse no lo hacen desde un andén definido, sino en dirección Hardbrücke desde los andenes 21/22, y en dirección Stadelhofen desde los andenes 23/24.

### Estación SZU (andenes 1-2)

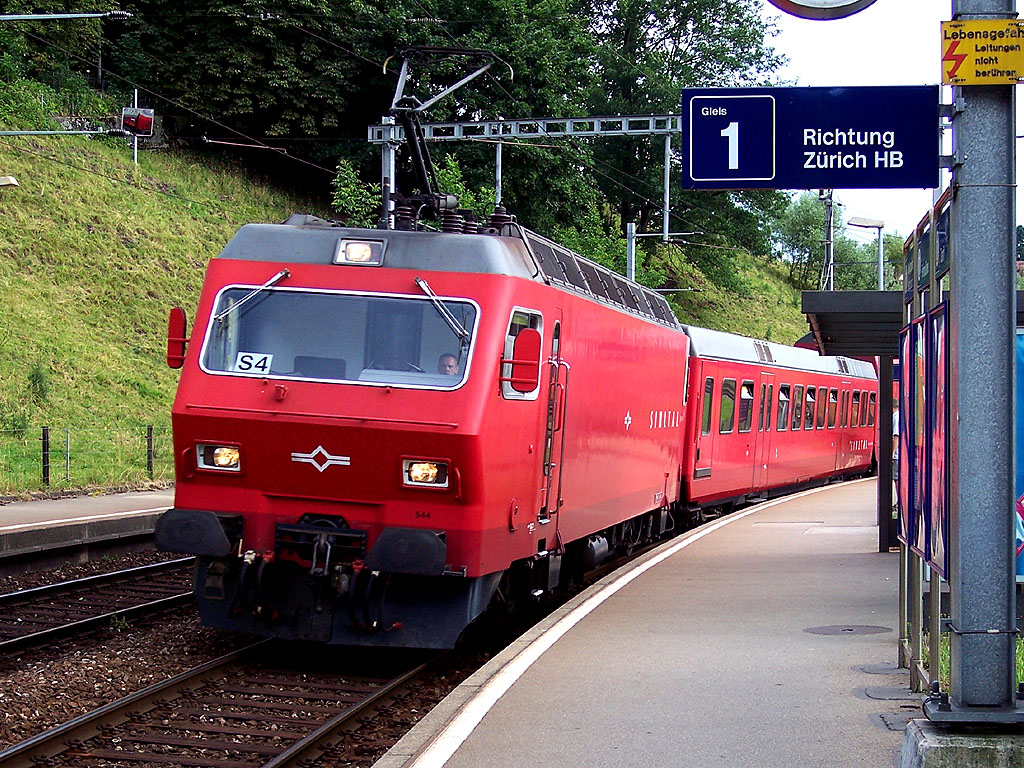
En dirección hacia la estación de Zúrich.

En la sección sur del área, debajo de la plaza Bahnhofplatz, yacen debajo de Shopville los dos andenes del tren SZU: Sihltal-Zürich-Uetliberg Bahn (andenes 1 y 2). La línea S4 circula hacia Sihlbrugg, mientras que la línea S10, denominada como Uetlibergbahn, va hasta Uetliberg.

### Estación Sihlpost (andenes 51-54)
Como medida para poder transicionar, se construyó al sur de la Plataforma 3 una instalación provisoria con cuatro plataformas (Plataformas 51-54), para así poder relevar al vestíbulo principal (Plataformas 3-18) del tránsito del S-Bahn-Verkehr.

### Estación Löwenstrasse (andenes 31-34)
Con la construcción de la segunda estación de cruce subterránea, planeada para 2013, en la línea denominada Altstetten-Zürich HB-Oerlikon se pretende habilitar el cruce directo del tránsito de las conexiones Oeste-Este y Norte-Sur. Además de la construcción de estos cuatro andenes subterráneos, se debe habilitar también el túnel de 5 km, el Weinbergtunnel, hacia Oerlikon.
Se han iniciado los trabajos preparatorios para la construcción. El Consejo Federal, durante la sesión en otoño de 2006, le ha dado al proyecto "luz verde" y ha asegurado la financiación.

## Pasajeros y horarios de operación
Más de 340.000 pasajeros utilizan a diario la estación de Zúrich, que se cierra solamente unas pocas horas durante la noche. La mayoría de los trenes circulan en dirección oeste de la estación, siendo los destinos en su mayoría grandes ciudades como Berna, Basilea y Ginebra. Los primeros trenes parten poco antes de las 5 de mañana, y el último hacia la 1 de la madrugada. Los viernes y sábados por las noches existe además una oferta de transporte nocturna del S-Bahn.

## Transporte cercano

### S-Bahn Zúrich
Desde que se inició la explotación del S-Bahn Zúrich en mayo de 1990, la estación central de Zúrich se ha convertido en punto de enlace de la red de transporte Zürcher S-Bahn. Las líneas de esta red operan a través de la estación Museumstrasse y el túnel Hirschengrabentunnel adyacente. Las líneas de transporte originales, que operan entre el linksufrigen Seebahn y Oerlikon, utilizan el vestíbulo de andenes. Con el inicio de operación de la estación Sihlpost en el año 2003, estas líneas fueron desciadas a la estación auxiliar, de acuerdo con el plan de cambio de diciembre de 2004.
Las líneas de esta red que pasan por la estación son las siguientes:
- S 2 Effretikon – Zúrich Aeropuerto – Zúrich HB – Pfäffikon SZ – Ziegelbrücke
- S 3 (Bülach –) Hardbrücke –  Zúrich HB – Stadelhofen – Effretikon – Wetzikon
- S 4 Zúrich HB – Adliswil – Langnau-Gattikon (– Sihlwald)
- S 5 Zug – Affoltern am Albis – Zúrich HB – Uster – Pfäffikon SZ
- S 6 Baden – Regensdorf-Watt – Zúrich HB – Uetikon
- S 7 Winterthur – Kloten – Zúrich HB – Stadelhofen - Meilen – Rapperswil
- S 8 Weinfelden – Winterthur – Wallisellen – Zúrich HB – Thalwil – Pfäffikon SZ
- S 9 Schaffhausen – Rafz – Zúrich HB – Stettbach – Uster
- S 10 Zúrich HB – Triemli – Uitikon Waldegg – Uetliberg
- S 12 Brugg – Altstetten – Zúrich HB – Stadelhofen – Winterthur – Schaffhausen/Wil
- S 13 Wädenswil – Samstagern – Einsiedeln
- S 14 Affoltern am Albis – Altstetten – Zúrich HB – Oerlikon – Wallisellen – Hinwil
- S 15 Rapperswil – Uster – Zúrich HB – Oberglatt – Niederweningen
- S 16 (Thayngen – Winterthur –) Zúrich Aeropuerto – Zúrich HB – Herrliberg-Feldmeilen (– Meilen)
- S 24 Thayngen – Schaffhausen/Weinfelden – Winterthur – Zúrich Flughafen – Zúrich HB – Thalwil – Horgen Oberdorf – Zug
- S 25 Zúrich HB – Pfäffikon SZ – Ziegelbrücke – Glaris – Schwanden - Linthal
- S N1 Winterthur – Zúrich HB – Baden – Lenzburg – Aarau
- S N4 Zúrich HB – Langnau-Gattikon
- S N5 Bülach – Zúrich HB – Uster - Rapperswil – Pfäffikon SZ
- S N7 Bassersdorf – Zúrich HB - Meilen – Stäfa
- S N8 Zúrich HB – Pfäffikon SZ – Lachen
- S N9 Zúrich HB – Affoltern am Albis (– Zug)

### Transporte en la ciudad
Alrededor de la estación transitan los tranvías y trolebuses de la red de transporte de la ciudad de Zúrich, la Verkehrsbetriebe Zürich (VBZ). La estación de Zúrich es uno de los puntos de enlace más importantes de esta red de tranvías.
Las líneas de tranvía 3, 4, 6, 7, 10, 11, 13, 14 y las líneas de trolebús 31 y 46 pasan por la estación.

## Shopville y vestíbulo de la estación

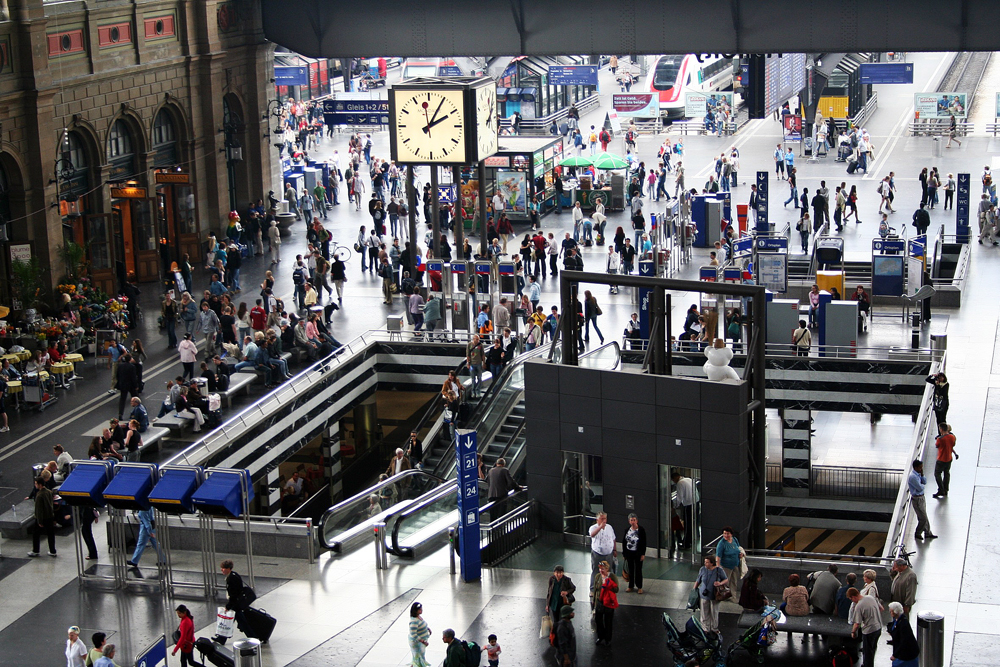
Vestíbulo de la estación y la zona de andenes.

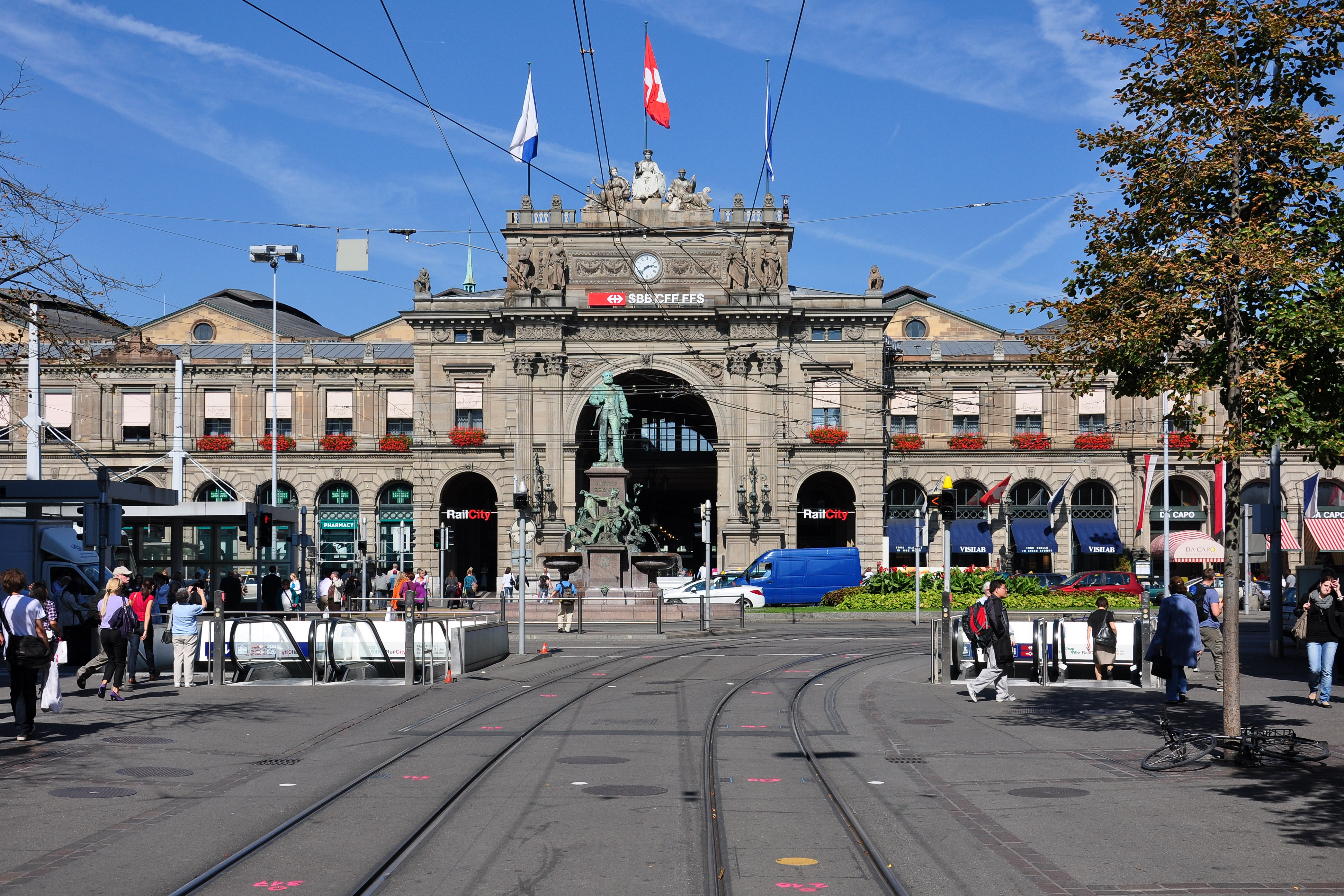
Exterior de la estación desde la Bahnhofstrasse.

El vestíbulo principal de la estación, casi en su totalidad desocupado, pertenece con sus más de 5,5 ha a los espacios más grandes de las estaciones de trenes europeas. Ahí se dan con frecuencia eventos, como el Openair-Kino anual, mercados navideños, de artículos usados y de verduras, así como patinaje sobre hielo, voleibol de playa y el "warm-up" del Street Parade de la ciudad de Zúrich. Debajo de este vestíbulo, se encuentra el área comercial Shopville.

## Operación

### Operación de los trenes
Debido a su ubicación central en Suiza y en Europa, la estación ferroviaria de Zúrich se pudo establecer rápidamente como una importante estación de paso. Muchas conexiones ferroviarias hacia distintos países europeos pasan por Suiza, y la gran mayoría de ellas lo hace a través de Zúrich. Con regularidad, los trenes de larga distancia tienen una conexión en Zúrich. Si uno de estos trenes sufre un retraso, el correspondiente enlace que parte de Zúrich saldrá tarde. Un retraso de este tipo puede tener consecuencias importantes en la red ferroviaria de Suiza, pues todas las demás conexiones en otras estaciones sufrirán retrasos.

### Operación de la estación
La operación de la estación de Zúrich está controlada por agentes llamados Zugverkehrsleiter, o ZVL.
Los andenes superiores son operados por tres ZVL. Los andenes 3-18 comparten el "FDL Mitte" (andenes 3-12), "FDL Nord" (andenes 13-18) y el "FDL Süd" (estación Sihlpost, andenes 51-54).
El sistema "FDL Zürichberg" controla los tramos del S-Bahn y los de la estación Museumstrasse inclusive (andenes 21-24). Al sistema de control a distancia pertenecen las estaciones de Hardbrücke, Stadelhofen, Stettbach y Tiefenbrunnen.
Para apoyar el trabajo de los ZVL, existe un "vigilante de la estación" (Bahnhofüberwacher) y un ayudante (Bahnhofüberwacher-Helfer). El ayudante es responsable de las tareas administrativas de los puestos de señalización e inspecciona el sistema de altoparlantes. Además, controla los cambios en la información de los trenes y maneja el sistema interno de correo. El vigilante de la estación desempeña la figura del gerente de la estación. No se ocupa de funciones operativas, sino que ordena cuando hay irregularidades y cambios, además de ser el enlace de comunicación para la operación central de vigilancia del transporte por trenes.